# 蔡元培

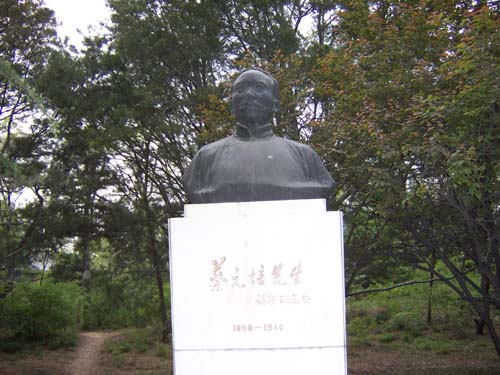
北京大学校内の蔡元培像

蔡 元培（さい げんばい）は、清末民初の政治家・教育家。字は鶴卿、仲申、民友、孑民。
中華民国初代教育総長を務め、1916年から1927年までは北京大学学長として北大改革を行い、学術と自由の校風を確立した。北伐時期、国民政府が南京に遷都した後に教育行政委員会を主催し、中華民国大学院及び中央研究院（国立アカデミー）の設立準備作業に活躍、教育及び学術制度の改革を唱えた。1928年から1940年までは中央研究院院長に就任している。
蔡元培は冷静な中国社会の分析と、2度のヨーロッパ留学でルネッサンスの科学精神とフランス革命の思想を体得し、民権と女性の権利を提唱、自由主義を掲げ既存の儒教教育に基づく官僚登用制度の弊害を訴え、科学主義と公民道徳教育の充実による教育改革を要求した。

## 生涯
1868年1月11日、浙江省紹興府山陰県（現：紹興市越城区府山街道書聖故里筆飛弄）で生まれる。17歳で秀才となり、1890年には進士に及第、1894年には翰林院編修に任じられている。新学を重視し政治改革の必要性を感じていたが、明治維新を参考にした政治改革である戊戌変法が失敗に終わり、清政府により尊敬する譚嗣同が殺害されると、清朝の政治改革に絶望した蔡元培は下野、紹興中西学堂を主催し新学による教育を提唱・実践した。
1902年、上海において章炳麟等と協力して中国教育学会を設立、会長に就任した。また同年秋には愛国学社と愛国女学を設立、『俄事警聞』（後に『警鐘日報』と改称）を創刊、民権主義と革命を世論に訴えた。
1904年、龔宝銓等と共に上海で光復会を設立、武装蜂起を画策するようになり、翌年には中国同盟会に加盟し、辛亥革命へ積極的に関与した。辛亥革命後は南京臨時政府教育総長に就任し、教育は現世幸福より出現すると主張、儒教経典による教育改革の必要性と西洋教育制度の導入を主張した。しかし間もなく袁世凱の専制的な政権が成立するとそれに反対し辞職、仏独に留学し教育、哲学、芸術などの研究を行なった。

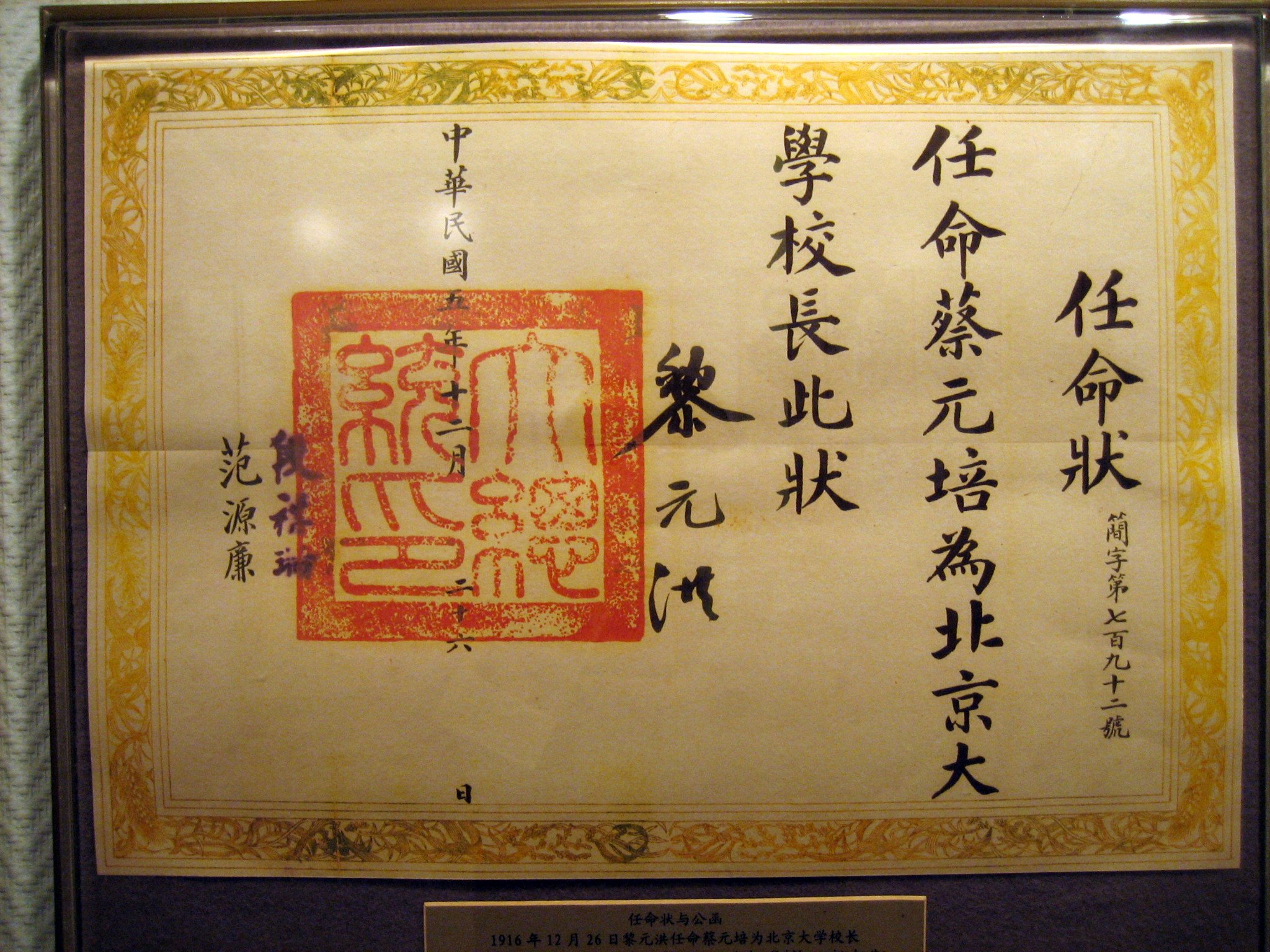
北京大学学長の任命委任状

1916年に中国に戻った蔡元培は、翌年北京大学学長に任命され北大改革に着手した。その内容は北大の指導体制と学科、学制の整備、科学研究機関の設立、平民教育の提唱と男女共学などがある。また優秀な人材を陋習にとらわれず登用したことで、北大の学術研究の発展と、自由思想の校風は迅速に実現した。また蔡元培は当時隆盛であった新文化運動にも関与している。白話文の使用による文学革命を支持し、封建復古守秘に反対し、科学と民主を基本とする新思想の確立を提唱した。その努力は北大が五四時期の時期に新文化運動の中心となり、民主と科学を標榜し、全国の大学の中で初めて女子学生を受け入れたことで体現化されることとなった。

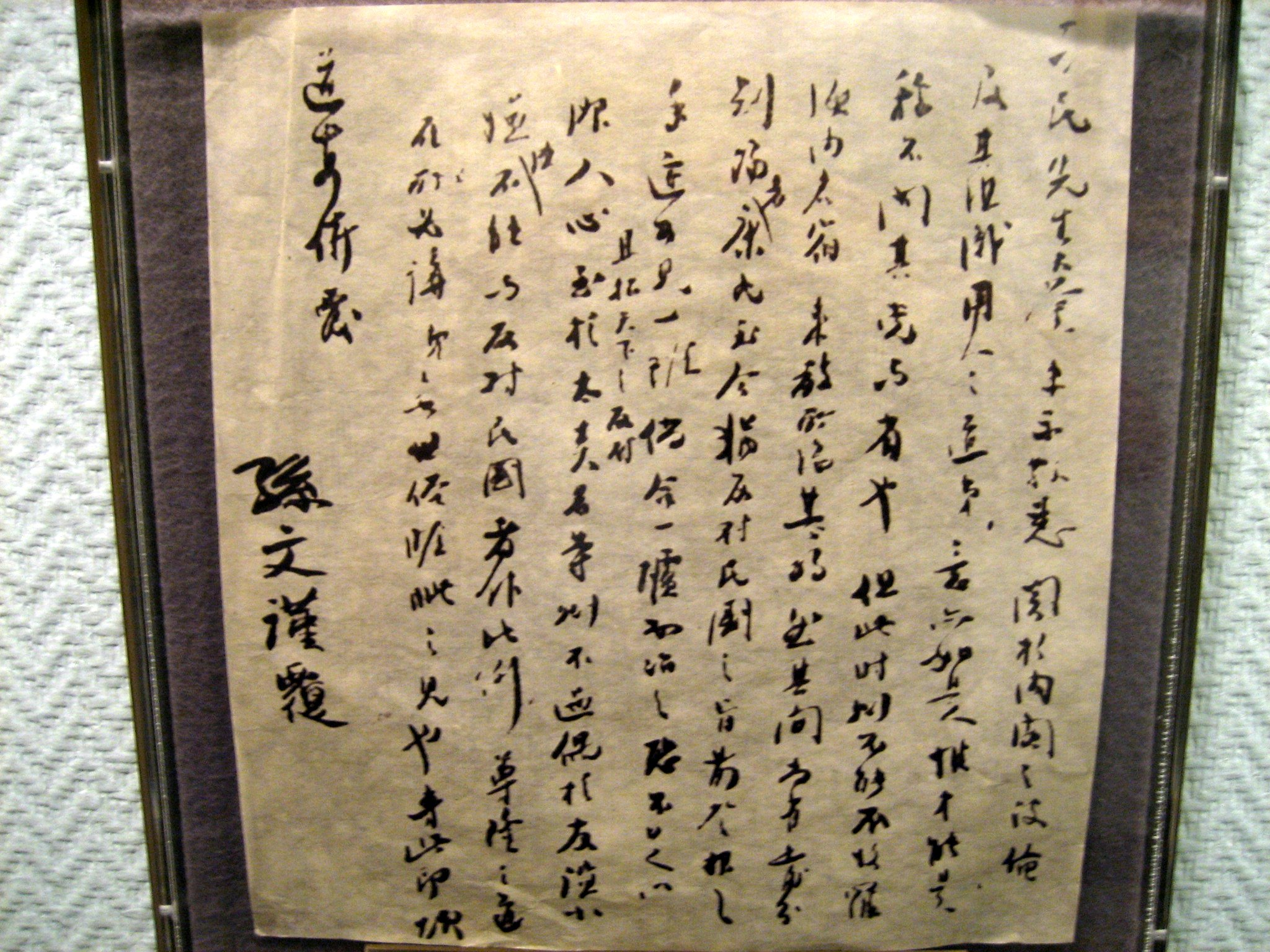
孫文が蔡元培に宛てた書簡

李大釗、陳独秀、魯迅等先進的な知識人を積極的に招聘した結果、北大は中国における学術の中心としてのみならず、新文化運動の中心となった。しかし五四運動が発生すると各方面からの批判が強まり、1923年1月には辞職を迫られヨーロッパに2度目の留学に出発している。
1926年2月に中国に戻った蔡元培は国民革命軍北伐作戦に参加する。1927年、国民政府の教育行政機関である大学院（後の教育部）院長に任じられ、翌年には監察院院長と中央研究院院長に就任した。満洲事変後は各方面に抗日運動を呼びかけるなどの政治活動も活発に行なっている。その中、11月27日、蕭友梅と共に上海に国立音楽院（現在の上海音楽学院）を設立、1928年には杭州西子湖畔に国立芸術院（現在の中国美術学院）を設立するなど、中国における音楽高等教育の嚆矢となる教育機関の設立を行なっている。
1932年、宋慶齢、魯迅、楊杏仏等と中国民権保障同盟を設立、国民党の特務統治に反対し、愛国民主抗日活動を積極的に展開、国共合作を支持する姿勢を発表した。1938年には国際反侵略大会中国分会の名誉会長に就任するなど、晩年になってもその積極性は衰えることは無かった。
1940年3月5日、香港で病没し、香港仔華人永遠墳場に埋葬された。その著作は『蔡元培選集』として出版されている。

## 思想の自由と「兼容並抱」

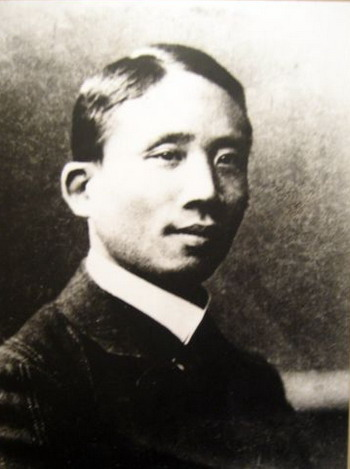
蔡元培

蔡元培は北京大学学長として、思想の自由と「兼容並抱」（全てのものをことごとく包容するという意味）の原則を貫き、あらゆる学派を平等のベースに立たせて自由に競争させようとした。その方針に基づき、進歩派だけでなく保守派であっても学識の高い人材を積極的に招聘した。清朝の遺臣を自任し、生涯を辮髪で通した英文学者の辜鴻銘、袁世凱の帝政復活のための御用機関の発起人に名を連ねたことのある経学者の劉師培などが、その代表的な人物である。
進歩派の教員の中にはこうした蔡の方針をいぶかしむ者もいたが、陳独秀は胡適への手紙にこう書いて支持を表明している。「いま、保守的になっている人も昔は進歩派であった。いまの革新派も将来は保守派になる可能性がある。…保守と革新は相対的なものであり、新旧の争いは絶え間ない。各派の個性の発展を阻害しないのが、学術の自由である。」 思想の自由を擁護し、学術の健全な発展を願う蔡の真摯な姿勢は、やがて保守派の教授たちの尊敬をもかち得ていった。五・四運動に絡んで蔡が辞表を提出した際、擁帝派の辜鴻銘までが「蔡先生は、本学の皇帝陛下でございますから」と言って慰留した。

## 家族・親族
蔡元培は生涯3度結婚している。1889年3月には王昭（仲明）と結婚し、1900年に王昭が病没したことから翌年黄世振（仲玉）と結婚した。黄世振も1921年1月に病没し、1923年7月には周峻（養浩）と再婚した。周峻は1975年8月に病没するが、その間に阿根、無忌、柏齢、懐新、英多の5男と威廉、睟盎の2女をもうけている。